# Elektromotorisk spänning

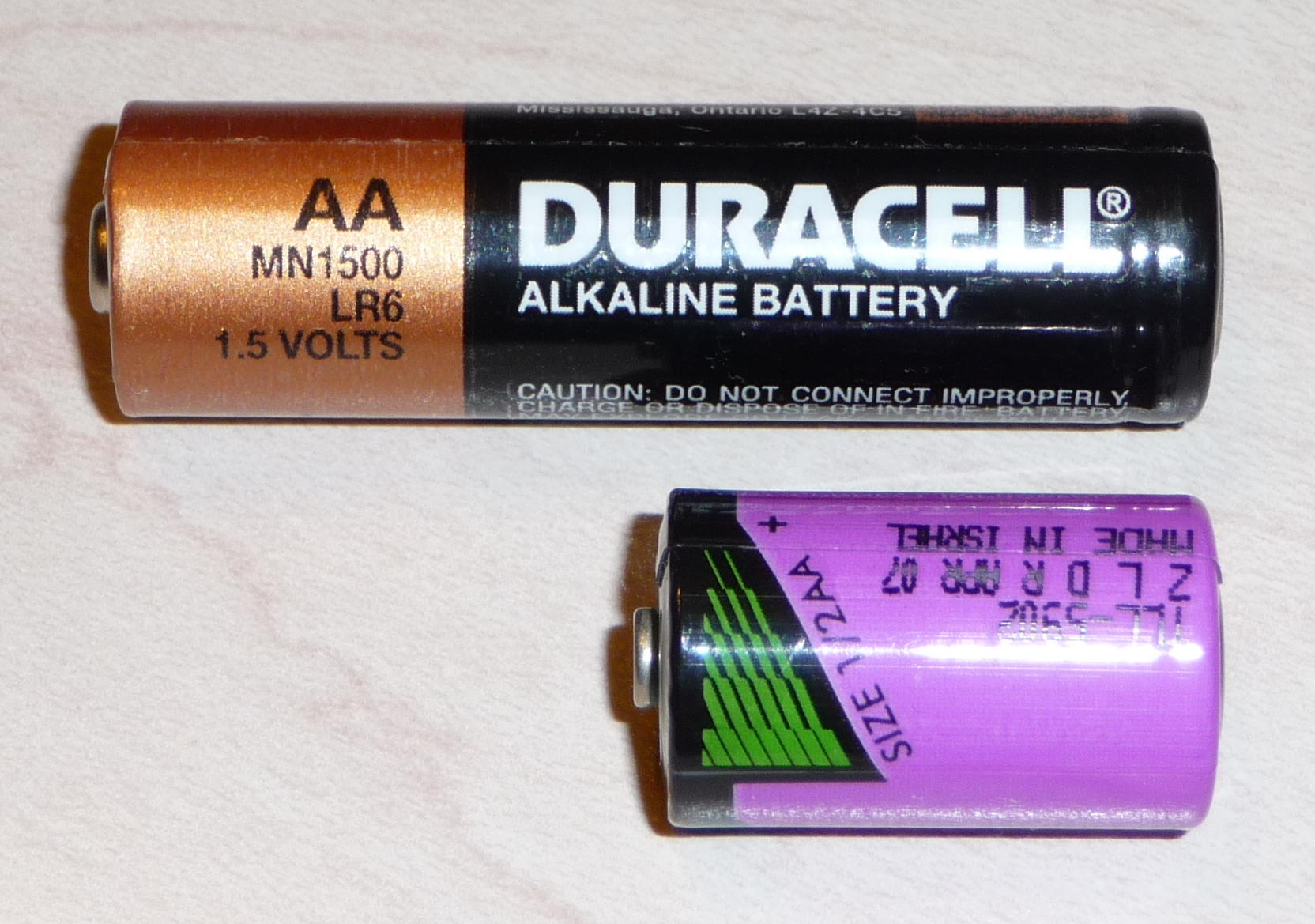
Ett batteri har en emk

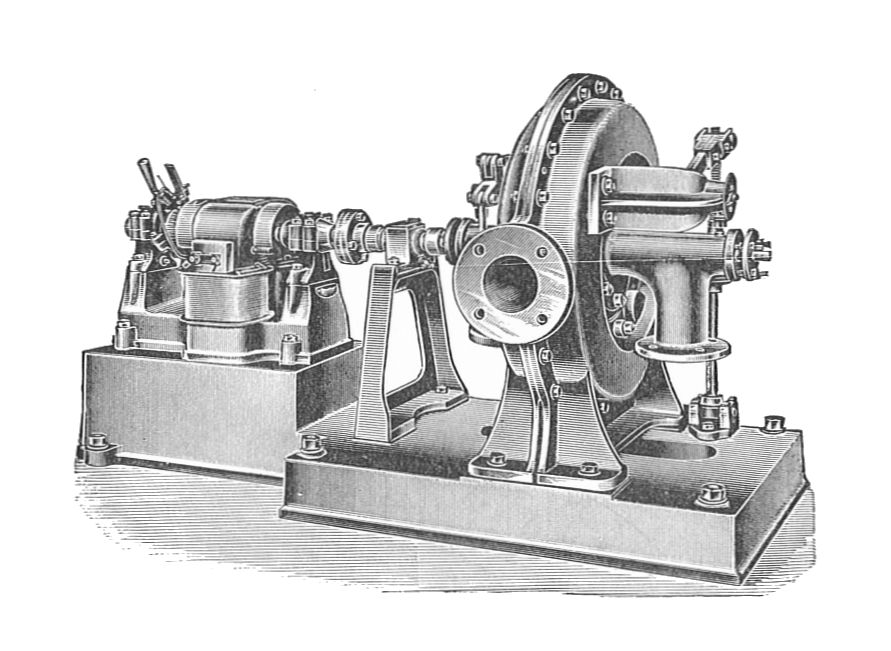
En vattenturbin kan via en generator ge upphov till en emk

Elektromotorisk spänning (ems) eller elektromotorisk kraft (emk), (en. Electro-Motive Force, emf) är summan av de potentialändringar elektriska energikällor orsakar i en krets. Den är lika med den spänning en ideal voltmeter anger mellan kretsens anslutningspunkter när kretsen är öppen (ingen last ansluten). De elektriska energikällorna kan exempelvis vara induktiva komponenter eller batterier. 
Emk har enheten volt eller J·C-1 och betecknas ℰ.
Ordet kraft i elektromotorisk kraft härrör från den tidiga eltekniken, men har bibehållits av tradition genom uttryck som en elektromotorisk kraft driver en ström i en krets. Mekaniska krafter inom elektrotekniken finns dock, i form av attraktion eller repulsion inom magnetismen eller mellan elektriska laddningar.
Några av de vanligaste orsakerna till en emk:
- Inducerad emk orsakas av variationerna i det av en strömkrets omslutna magnetiska flödet. Den är proportionell mot det magnetiska flödets ändringshastighet:
{\displaystyle {\mathcal {E}}=-{\frac {d\Phi _{m}}{dt}}}
- Galvanisk emk uppkommer i beröringsytan mellan en metallisk ledare och en elektrolyt.
- Kontaktemk uppstår i beröringytan mellan två metaller eller mellan en metall och luft.
- Termoemk  uppkommer genom olikformig temperatur i en strömkrets uppbyggd av olika metaller.